# Jacopo Bozzetto
Jacopo Bozzetto (1521 – 30 aprile 1583) è stato un architetto italiano.
Ricordato come valente direttore di cantiere, fu chiamato nel 1578 ad esprimere il suo parere circa la ristrutturazione del Palazzo Ducale di Venezia; ne è conservato un necrologio che ne determina la data di morte.